# Zehnkampf-Länderkampf der Männer 1962 Schweiz – BR Deutschland
| 7. Leichtathletik-Länderkampf mit bundesdeutscher Beteiligung 1962 | 7. Leichtathletik-Länderkampf mit bundesdeutscher Beteiligung 1962 |               |
| ------------------------------------------------------------------ | ------------------------------------------------------------------ | ------------- |
|                                                                    |                                                                    |               |
| Zehnkampf-Vergleich der Männer: Schweiz – BR Deutschland           |                                                                    |               |
| Austragungsort                                                     | Liestal                                                            |               |
| Wettbewerbe                                                        | 1                                                                  |               |
| Datum                                                              | 6./7. Oktober 1962                                                 |               |
| 1. FRG 2. SUI                                                      | 38 Punkte 18 Punkte                                                |               |
| Chronik                                                            |                                                                    |               |
| ← FRA-FRG Geher (M)                                                | FRG-POL (M) →                                                      | FRG-POL (M) → |

Im siebten Vergleich des Länderkampfjahres 1962 trugen die Leichtathleten aus der Schweiz und der Bundesrepublik Deutschland ihren bereits dritten Länderkampf des Jahres aus. Am 10. Juni hatten sich die Geher in Frankfurt am Main getroffen, am 1./2. September hatte in Zürich ein Vergleich mit dem allgemeinen leichtathletischen Programm stattgefunden. Am 6./7. Oktober maßen sich nun im Schweizer Liestal in der Nähe von Bern die Schweizer und bundesdeutschen Zehnkämpfer. Nach 1959 war es die zweite Begegnung dieser Art zwischen den beiden Ländern.

## Wettbewerbe und Modus
In diesem Zehnkampf konnten je sechs Teilnehmer pro Nation gestellt werden, von denen die fünf Besten gewertet wurden. Der erste Rang brachte elf Punkte, der zweite neun, der dritte acht usw.

## Ergebnis
Die gewerteten bundesdeutschen Zehnkämpfer belegten die Ränge eins bis vier und dazu den achten Platz. Damit lagen sie in der Endabrechnung deutlich vor den Schweizer Athleten und gewannen den Länderkampf mit 38 zu 18 Punkten.

## Legende
Kurze Übersicht zur Bedeutung der Symbolik – so üblicherweise auch in sonstigen Veröffentlichungen verwendet:
| DNF | nicht im Ziel (did not finish) |

## Resultat

### Zehnkampf
| Platz | Name                 | Nation | Punkte | 100 m  | Weit- sprung | Kugel- stoßen | Hoch- sprung                           | 400 m                                  | 110 m Hürden                           | Diskus- wurf                           | Stabhoch- sprung                       | Speer- wurf                            | 1500 m                                 |
| ----- | -------------------- | ------ | ------ | ------ | ------------ | ------------- | -------------------------------------- | -------------------------------------- | -------------------------------------- | -------------------------------------- | -------------------------------------- | -------------------------------------- | -------------------------------------- |
| 01    | Manfred Pflugbeil    | FRG    | 7014   | 10,8 s | 6,74 m       | 13,31 m       | 1,85 m                                 | 50,6 s                                 | 15,0 s                                 | 38,28 m                                | 3,30 m                                 | 58,69 m                                | 4:35,9 min                             |
| 02    | Heinz Gabriel        | FRG    | 6608   | 11,0 s | 6,82 m       | 12,44 m       | 1,76 m                                 | 50,4 s                                 | 15,5 s                                 | 40,03 m                                | 3,40 m                                 | 51,15 m                                | 4:33,2 min                             |
| 03    | Manfred Jansche      | FRG    | 6585   | 10,8 s | 6,83 m       | 12,11 m       | 1,79 m                                 | 50,6 s                                 | 15,6 s                                 | 33,75 m                                | 3,50 m                                 | 43,95 m                                | 4:43,5 min                             |
| 04    | Günter Tidow         | FRG    | 6300   | 11,0 s | 6,44 m       | 14,86 m       | 1,65 m                                 | 50,8 s                                 | 15,8 s                                 | 43,58 m                                | 2,50 m                                 | 54,19 m                                | 4:43,8 min                             |
| 05    | Rolf Bütler          | SUI    | 6214   | 10,9 s | 6,75 m       | 12,01 m       | 1,76 m                                 | 52,0 s                                 | 16,0 s                                 | 39,04 m                                | 3,50 m                                 | 48,62 m                                | 4:55,1 min                             |
| 06    | Edgar Schurtenberger | SUI    | 6074   | 11,2 s | 6,55 m       | 11,36 m       | 1,60 m                                 | 50,1 s                                 | 14,2 s                                 | 37,49 m                                | 3,30 m                                 | 42,12 m                                | 4:29,0 min                             |
| 07    | Walter Rohner        | SUI    | 6062   | 11,0 s | 6,74 m       | 10,84 m       | 1,70 m                                 | 62,4 s                                 | 15,5 s                                 | 35,37 m                                | 4,50 m                                 | 45,82 m                                | 4:35,0 min                             |
| 08    | Jürgen Schäps        | FRG    | 5998   | 11,1 s | 6,89 m       | 12,82 m       | 1,70 m                                 | 51,0 s                                 | 15,9 s                                 | 35,42 m                                | 3,40 m                                 | 41,50 m                                | 4:52,5 min                             |
| 09    | Hansruedi Kolb       | SUI    | 5853   | 11,6 s | 6,46 m       | 10,30 m       | 1,70 m                                 | 53,0 s                                 | 15,5 s                                 | 30,34 m                                | 3,80 m                                 | 51,57 m                                | 4:31,0 min                             |
| 10    | Otto Muff            | SUI    | 5724   | 11,6 s | 6,43 m       | 12,62 m       | 1,76 m                                 | 56,8 s                                 | 15,9 s                                 | 38,66 m                                | 3,50 m                                 | 48,43 m                                | 4:44,2 min                             |
| DNF   | Urs von Wartburg     | SUI    |        | 11,7 s | 6,42 m       | 13,90 m       | 1,79 m                                 | 54,11 s                                | Wettkampf nach dem ersten Tag beendet  | Wettkampf nach dem ersten Tag beendet  | Wettkampf nach dem ersten Tag beendet  | Wettkampf nach dem ersten Tag beendet  | Wettkampf nach dem ersten Tag beendet  |
| DNF   | Hermann Alms         | FRG    |        | 11,6 s | 6,39 m       | 13,09 m       | Wettkampf nach dem Kugelstoßen beendet | Wettkampf nach dem Kugelstoßen beendet | Wettkampf nach dem Kugelstoßen beendet | Wettkampf nach dem Kugelstoßen beendet | Wettkampf nach dem Kugelstoßen beendet | Wettkampf nach dem Kugelstoßen beendet | Wettkampf nach dem Kugelstoßen beendet |